# Pangrapta mesacta
Pangrapta mesacta är en fjärilsart som beskrevs av George Francis Hampson 1926. Pangrapta mesacta ingår i släktet Pangrapta och familjen nattflyn. Inga underarter finns listade i Catalogue of Life.